# Манаштурел (Клуж)
Манаштурел (рум. Mănășturel) насеље је у Румунији у округу Клуж у општини Куздриоара. Oпштина се налази на надморској висини од 236 m.

## Становништво
Према подацима из 2002. године у насељу је живело 782 становника.

### Попис2002.
| Расподела становништва по националности 2002.‍ | Расподела становништва по националности 2002.‍ | Расподела становништва по националности 2002.‍ | Расподела становништва по националности 2002.‍ | Расподела становништва по националности 2002.‍ |
| --------------------------------------------- | --------------------------------------------- | --------------------------------------------- | --------------------------------------------- | --------------------------------------------- |
|                                               |                                               |                                               |                                               |                                               |
| Румуни                                        | Румуни                                        |                                               | 398                                           | 51,0%                                         |
| Мађари                                        | Мађари                                        |                                               | 46                                            | 5,9%                                          |
| Роми                                          | Роми                                          |                                               | 337                                           | 43,1%                                         |